# Göran Hagberg
Ulf Göran Hagberg (Bjuv, 8 de novembro de 1947 – Alvesta, 2 de abril de 2024) foi um futebolista sueco que atuava como goleiro.

## Carreira
Hagberg competiu na Copa do Mundo FIFA de 1974, sediada na Alemanha, na qual a seleção de seu país terminou na quinta colocação dentre os 16 participantes.